# Allium valdecallosum
Allium valdecallosum är en amaryllisväxtart som beskrevs av René Charles Maire och Marc Weiller. Allium valdecallosum ingår i släktet lökar, och familjen amaryllisväxter. Inga underarter finns listade i Catalogue of Life.